# 鎌田健太郎
鎌田 健太郎（かまた けんたろう、1994年8月27日 - ）は、ジャパンラグビーリーグワンルリーロ福岡に所属するラグビーユニオン選手。

## プロフィール
- 福岡県出身[1]。
- ポジションはウィング(WTB)、センター(CTB)。
- 身長 179cm、体重 92kg

## 略歴
2013年、佐賀工業高校卒業後、帝京大学に入る。なお佐賀工業高校時代、高校日本代表候補に選ばれたことがある。
2017年、帝京大学卒業後、コカ・コーラレッドスパークスに加入。
2018年12月15日に行われたジャパンラグビートップリーグ総合順位決定トーナメント3回戦の豊田自動織機シャトルズ戦にて先発出場で公式戦初出場を果たす。
2022年、ルリーロ福岡選手スコッドに選ばれた。